# نوشابة الاصغرلي
نوشابة الاصغر فيزي حوماتوفا (بالأذرية: Nüşabə Ələsgər qızı Hümmətova) مغني و فنانة أذربيجانية، دكتوراه الفلسفة في تاريخ الفن، حاصلة على لقب فنانة مستحقة لجمهورية أذربيجان، دكتوراه الفلسفة في تاريخ الفن.

## حياتها
ولد نوشابة الأصغر قيزي حوماتوفا في 21 ديسمبر عام 1967 في مدينة شاكي. كان والدها الاصغر حماتوف طبيبا، والدتها صولماز قافار قيزي حمانوفا مدرسة.
في طفولتها درست فن الساز. تلقت دراستها الثانوية في 1974 و واصلت تعلمها في المدرسة رقم 26 في مدينة سومقاييت. وفي نفس الوقت تلقت تعليمها بيانو في مدرسة الموسيقى رقم 3.
إلتحقت بقسم قيادة فرقة موسيقية للجوقة في مدرسة الموسيقى إسمه سولتان حجيبايوف.
وتخرجت من المدرسة مع مرتبة الشرف وفي نفس الوقت ألتحق بكلية قيادة فرقة موسيقية للجوقة في أكاديمية باكو للموسيقى إسمه عزير حاجبايوف.
تزوجت في 1995. لديها طفلان.

## نشأتها
من 1990 إلى 1995 عملت نوشابة الاصغرلي في فرقة أذربيجان الحكومية للغناء والرقص. كان مدير فني ملحن أذربيجاني معروف راميز ميريشلي.
أثناء عملها مع هذه الفرقة، كان عضوا في الجوقة وكعازفة منفردة، ظهرت بحفلات موسيقية في العديد من البلدان الأجنبية - تركيا ومصر والنرويج والسويد والدنمارك وألمانيا.
أثناء عملها في فرقة الأغاني والرقص، بدأت أيضًا مسيرتها الفردية.
تعمل نوشابة الاصغرلي حاليًا كمعلمة الأولى في جامعة أذربيجان الحكومية للثقافة والفنون.

## جوائزها
حصلت على لقب الفنانة المستحقة في تاريخ الفن بموجب القرار لرئيس جمهورية أذربيجان إلهام علييف في 10 ديسمبر عام 2013.